# Fanuel Massingue
Fanuel Massingue (Maputo, 19 de dezembro de 1982) é um futebolista profissional moçambicano que atua como defensor.

## Carreira
Fanuel Massingue integrou a Seleção Moçambicana de Futebol no Campeonato Africano das Nações de 2010.